# Zeche St. Paul
Die Zeche St. Paul in Wetter-Schlebusch ist ein ehemaliges Steinkohlenbergwerk. Das Bergwerk war auch unter dem Namen Zeche St. Paul am Schlebusch bekannt. Das Bergwerk befand sich gemäß der Niemeyerschen Karte westlich von Gut Steinhausen. Das Bergwerk gehörte zum Märkischen Bergamtsbezirk und dort zum Geschworenenrevier Schlebusch.

## Bergwerksgeschichte
Am 25. Januar des Jahres 1727 erfolgte die Belehnung. Im Anschluss an die Belehnung wurde Abbau in einem Flöz betrieben, das eine Mächtigkeit von vier Fuß hatte. Das Flöz war bereits im Gegenflügel von der Zeche St. Peter bearbeitet worden. Am 11. Januar des Jahres 1736 wurde ein Längenfeld verliehen. Im Jahr 1739 war das Bergwerk außer Betrieb, am 3. August desselben Jahres wurde das Bergwerk vermessen. Im Jahr 1754 lag das Bergwerk in Fristen, Grund hierfür war Absatzmangel. Ab dem Jahr 1755 war das Bergwerk wieder für mehrere Jahre in Betrieb. Im Jahr 1787 wurde ein gemeinsamer Stollen mit der Nachbarzeche St. Peter betrieben. In diesem Jahr wurde die Zeche St. Paul in der Niemeyerschen Karte aufgeführt. Im Jahr 1800 war das Bergwerk außer Betrieb. Im Jahr 1801 wurde eine Betriebsgemeinschaft mit der Zeche St. Peter unter dem Namen Vereinigte St. Peter & St. Pauls Schacht gegründet. Zweck dieser Betriebsgemeinschaft war das Abteufen des Vereinigungsschachtes. Noch im selben Jahr wurde mit den Teufarbeiten begonnen und im Jahr 1803 wurde der Vereinigungsschacht in Betrieb genommen. Der Schacht hatte eine Teufe von 33 3/8 Lachtern und war mit einem Göpel ausgerüstet. Im selben Jahr wurde mit dem Abbau begonnen. Im Jahr 1805 waren der Schacht Adolphina und der Vereinigungsschacht in Betrieb. Im Jahr 1810 waren der Schacht Glückauf und der Vereinigungsschacht in Betrieb. Im Juli desselben Jahres wurde das Bergwerk stillgelegt. Im Jahr 1830 wurde das Grubenfeld der Zeche St. Paul durch den tiefer gelegenen Schlebuscher Erbstollen gelöst. Im November des Jahres 1843 wurde das Bergwerk wieder in Betrieb genommen. Die Förderung des Bergwerks erfolgte über den Schacht Constanz der Zeche St. Peter. Für diese Dienstleistung musste die Zeche St. Paul 1/15 der Förderung an die Zeche St. Peter abtreten, daher wurde das Bergwerk zu diesem Zeitpunkt auch Zeche St. Peter & St. Paul genannt. Im Jahr 1847 ging der Absatz der Zeche St. Paul deutlich zurück, Grund hierfür war, dass das Bergwerk in Konkurrenz zur Zeche Trappe lag. In den Jahren 1843 bis 1855 war das Bergwerk nachweislich in Betrieb. Die Förderung erfolgte über einen seigeren Schacht. Der Schacht hatte eine Teufe von 72 Lachtern und war mit einem Dampfgöpel ausgestattet. Ab dem 2. Quartal des Jahres 1857 wurde das Bergwerk erneut in Fristen gelegt. Im Jahr 1874 wurde das Bergwerk durch die Zeche St. Peter wieder in Betrieb genommen, Grund war ein vorher geschlossener Vertrag mit der Zeche St. Peter. Im Oktober des Jahres 1875 wurde der Abbau beendet. Zur gleichen Zeit wurde die Zeche St. Paul stillgelegt.

## Förderung und Belegschaft
Die ersten bekannten Förderzahlen des Bergwerks stammen aus dem Jahr 1843, damals wurden 2216 Scheffel Steinkohle gefördert. Die ersten Belegschaftszahlen des Bergwerks stammen aus dem Jahr 1845, damals wurden zwei bis fünf Bergleute auf dem Bergwerk beschäftigt, die eine Förderung von 18.204 Scheffel Steinkohle erbrachten. Im Jahr 1847 wurden mit zwei bis fünf Bergleuten insgesamt 18.542 Scheffel Steinkohle gefördert. Im Jahr 1855 wurden von neun Bergleuten 1408 Tonnen Steinkohle gefördert. Die letzten Förder- und Belegschaftszahlen des Bergwerks stammen aus dem Jahr 1874, es wurden von 15 Bergleuten 309 Tonnen Steinkohle gefördert.